# أكتينيوم
الأكتينيوم (بالإنجليزية: Actinium)‏ هو عنصر كيميائي من عناصر الجدول الدوري وله الرمز Ac والعدد الذري 89.

## الصفات المميزة
الأكتينيوم عنصر فلزي نشيط إشعاعيا، ولونه فضي. ونظرا لنشاطه الإشعاعي الكبير، فإن الأكتينيوم يلمع في الظلام بضوء أزرق عجيب. ويتواجد في ركام معدن اليورانيوم على شكل 227-Ac، α وβ وله عمر نصف يبلغ 21.773 سنة. ويحتوى الطن من ركام اليورانيوم على عشر جرام تقريبا من الأكتينيوم.

## الاستخدامات
الأكتينيوم لها نشاط إشعاعي يفوق الراديوم 150 مرة، مما يجعله ذو قيمة كمصدر نيترون. وفيما عدا ذلك لا يوجد له تطبيقات صناعية أخرى.
الأكتينيوم-255 يستخدم في الطب لإنتاج Bi-213 في المولدات، كما يستخدم بمفرده في علاج المناعة بالإشعاع.

## تاريخ الأكتينيوم
تم اكتشاف الأكينيوم في عام 1899 عن طريق أندريه-لويس ديبيرن، وهو كيميائي فرنسي، قام بفصله من البيتش بليند. كما قام فريدريك أوتو جيسيل أيضا باكتشاف الأكتينيوم مستقلا عن أندريه في عام 1902. ويشبه النشاط الكيميائي للأكتينيوم اللانثانوم.
وكلمة الأكتينيوم أصلها إغريقي «أكتيس، أكتينوس» وتعني حزمة من الأشعة.

## نظائر الأكتينيوم
يتكون الأكتينيوم المتواجد طبيعيا من نظير واحد فقط، 227Ac. ويوج للأكتينيوم 36 نظير إشعاعي وأكثرهم ثباتا هو 227-Ac وله عمر نصف يبلغ 12.772 عام, 225-Ac وله عمر نصف يبلغ 10.0 أيام, 226-Ac وله عمر نصف يبلغ 29.37 ساعة. وباقى النظائر المشعة لها عمر نصف اقل من 10 ساعات وأغلبها له عمر نصف اقل من دقيقة. وأقل نظائر الأكتينيوم في عمر النصف هو 217Ac والذي يضمحل عن طريق إضمحلال ألفا وأسر إلكترون, وله عمر نصف يبلف 69 نانو ثانية. كما أن الأكتينيوم له أيضا 2 حالة رجوع لنفسهما.
ويصل الأكتينيوم-227 لحالة الإتزان مع نواتج إضمحلاله في 185 يوم، ثم يبدأ في الانحلال طبقا لمعدله العادي 21.773 سنة.
تتراوح الأوزان الذرية لنظائر الأكتينيوم من 206 وحدة كتل ذرية (206actinium) إلى 236 وحدة كتل ذرية (236Ac).

## الاحتياطات
الأكتينيوم-227 نشيط إشعاعيا بشدة، وبالتالى فإن له تأثير ضار على الصحة. الأكتينيوم-227 يشبه البلوتونيوم في الخطر الإشعاعي. والتعرض لأي كمية من الأكتينيوم-227 ولو كانت ضئيلة يسبب أضرار للجسم.

## وصلات خارجية
- العناصر على شبكة المعلومات- الأكتينيوم